# Alloperla kurentzovi
Alloperla kurentzovi är en bäcksländeart som beskrevs av Zhiltzova och Zapekina-dulkeit 1977. Alloperla kurentzovi ingår i släktet Alloperla och familjen blekbäcksländor. Inga underarter finns listade i Catalogue of Life.